# Kókkino Chorió
Ne doit pas être confondu avec Kokkinochóri.
Kókkino Chorió, en grec moderne : Κόκκινο Χωριό, littéralement en français : village rouge, est un village de la municipalité de Vámos, dans le  dème d'Apokóronas, dans le district régional de La Canée, de la Crète, en Grèce.
Selon le recensement de 2011, la population de Kókkino Chorió compte 272 habitants. Le village est situé à une altitude de 150 mètres et à une distance de 27 km de La Canée.

## Histoire

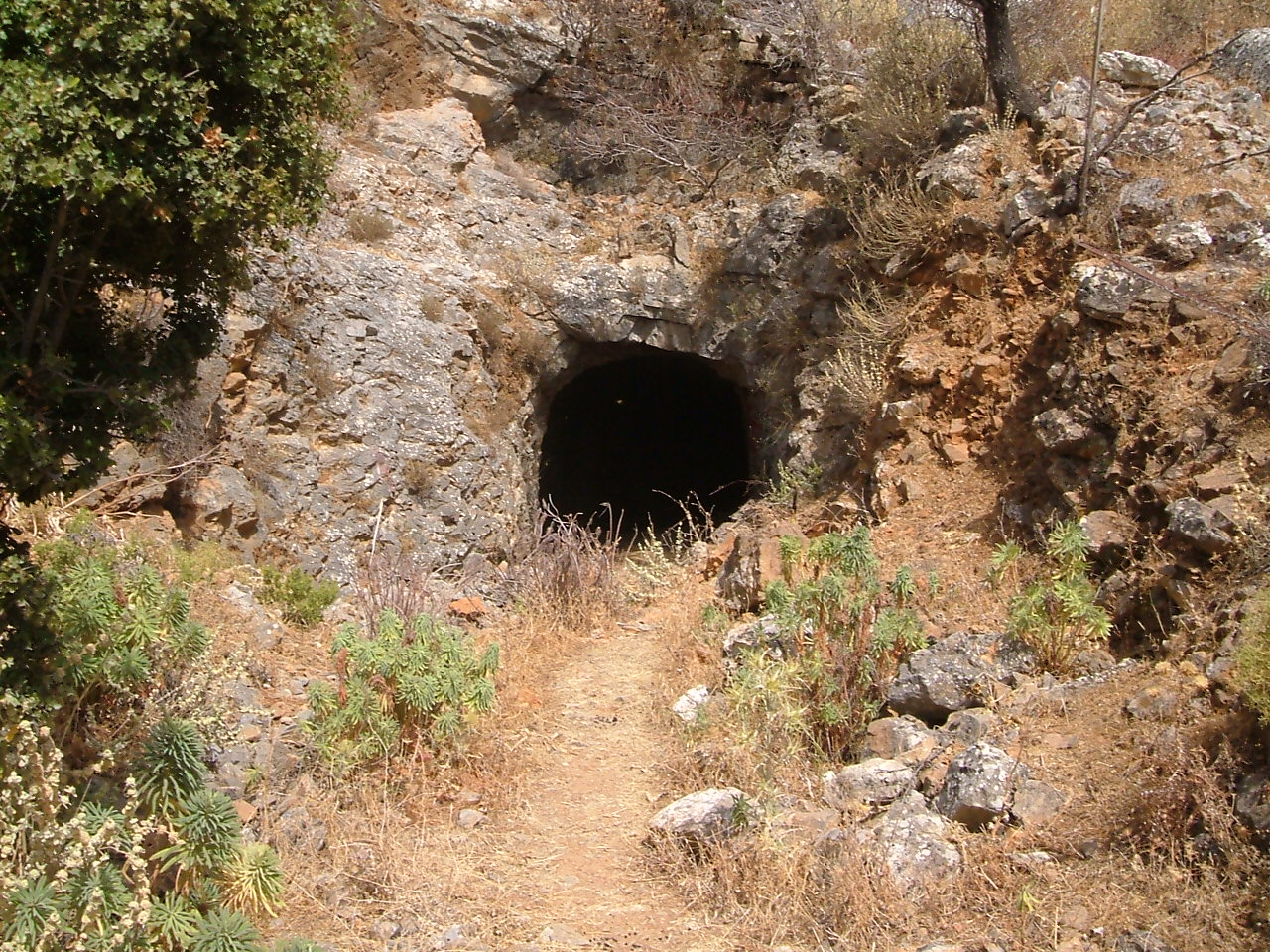
Une entrée du système de tunnels.

Durant la Seconde Guerre mondiale, le système de tunnels dans le sous-sol du village fut intensivement utilisé par les Allemands.
Le village fut en 1964, le lieu de tournage du film Zorba le Grec.

## Recensements de la population
Le village est mentionné pour la première fois dans le recensement égyptien de 1834, selon lequel, dans le village vivaient 40 familles chrétiennes. En 1881, il compte 317 habitants et fait partie de la commune d'Arméni.
| Recensements | 1900 | 1920 | 1928 | 1940 | 1951 | 1961 | 1971 | 1981 | 1991 | 2001 | 2011 |
| ------------ | ---- | ---- | ---- | ---- | ---- | ---- | ---- | ---- | ---- | ---- | ---- |
| Population   | 404  | 405  | 381  | 384  | 312  | 301  | 250  | 235  | 173  | 162  | 272  |